# Primo viaggio di Gonçalo Coelho
Segue il dettaglio del Primo viaggio di Gonçalo Coelho.

## Il viaggio
Nel 1501 Coelho fu inviato in una spedizione che seguì la scoperta del Brasile avvenuta nell'aprile dell'anno prima per mezzo della spedizione guidata da Pedro Álvares Cabral. Precisamente la costa brasiliana fu avvistata il 22 aprile del 1500, e il primo sbarco ci fu tre giorni dopo, il 25 aprile del 1500. Il 10 maggio del 1501 Coelho salpò da Lisbona col titolo di "Capitano Generale" di tre caravelle. Del suo equipaggio faceva parte un fiorentino di Siviglia, Amerigo Vespucci. Il 17 agosto la sua spedizione approdò al largo della costa brasiliana alla latitudine di 5° S. La flotta proseguì verso sud, raggiungendo la baia di Guanabara (23° S) nel giorno di capodanno del 1502, le diedero così il nome di "Rio de Janeiro". Navigarono altri due gradi a sud (fino all'attuale Cananéia) prima di lasciare il Brasile il 13 febbraio 1502. Se vogliamo credere alle affermazioni di Amerigo Vespucci, la spedizione raggiunse la latitudine di 52º S, nelle fredde latitudini dell'attuale Patagonia, raggiungendo gli inospitali mari e coste (o isole) prima di fare ritorno, ma è tuttora materia di discussione. Solo una delle tre caravelle fece ritorno a Lisbona, giungendovi il 7 settembre.

### Amerigo Vespucci
Amerigo viaggiò al servizio del Portogallo. Nel 1501 prese parte a una spedizione comandata da Gonçalo Coelho. Prima di giungere nelle Americhe, la spedizione si era fermata alcuni giorni nelle isole di Capo Verde e aveva incrociato le navi di Pedro Álvares Cabral, esploratore portoghese di ritorno dal suo viaggio in India. A Capo Verde Vespucci conobbe l'ebreo Gaspar da Gama che gli descrisse i popoli, la fauna e la vegetazione dell'India. Comparando questo racconto con quello che poi osservò, giunse nel 1501 alla conclusione che le terre che stava visitando non potevano fare parte dell'Asia ma costituivano quello che lui definì il Nuovo Mondo. Nel Mundus Novus, lettera indirizzata a Lorenzo il Popolano 'de Medici, Vespucci racconta:

La spedizione di Coelho raggiunse successivamente le attuali coste brasiliane, entrò il 1º gennaio 1502 in una baia meravigliosa che fu nominata Rio de Janeiro. Quindi la spedizione proseguì verso sud raggiungendo l'estuario di un immenso fiume, il Río de la Plata, che fu inizialmente battezzato Rio Jordan. La spedizione, si spinse più a sud fino alla latitudine 52° S quasi all'imboccatura del famoso stretto che sarà scoperto 18 anni più tardi dal portoghese Ferdinando Magellano. Il punto più a sud della Patagonia raggiunto da Vespucci fu il cosiddetto Rio Cananor, non meglio individuato. Qui di seguito si riporta un passaggio delle "Lettere" di Amerigo Vespucci, nel quale il fiorentino descrive gli ultimi giorni del viaggio in Patagonia prima di ritornare verso il Portogallo: 

Si dice che Ferdinando Magellano nel 1520, quando i suoi uomini vacillarono disse: 